# Edison (film)
Edison är en amerikansk film från 2005.

## Handling
Upptäckten av ett tillhåll för korrupta poliser gör en nybakad journalist och hans chef misstänksamma. Den utredning som påbörjas visar sig vara för mäktig till och med för distriktsåklagaren.

## Rollista
| Morgan Freeman      | – Ashford |
| Kevin Spacey        | – Wallace |
| Justin Timberlake   | – Pollack |
| LL Cool J           | – Deed    |
| Dylan McDermott     | – Lazerov |
| John Heard          | – Tilman  |
| Cary Elwes          | – Reigert |
| Roselyn Sanchez     | – Maria   |
| Damien Dante Wayans | – Isiaha  |
| Garfield Wilson     | – Rook    |
| Marco Sanchez       | – Reyes   |
| Darryl Quon         | – Wu      |
| Andrew Jackson II   | – Ives    |
| Timothy Paul Perez  | – Butler  |
| Piper Perabo        | – Willow  |